# Types de commerce électronique
 (mai 2018).
Si vous disposez d'ouvrages ou d'articles de référence ou si vous connaissez des sites web de qualité traitant du thème abordé ici, merci de compléter l'article en donnant les références utiles à sa vérifiabilité et en les liant à la section « Notes et références ».
Les différents types de plates-formes de commerce en ligne se répartissent en plusieurs classifications des industries basées sur leur modèle d'octroi de licences, les ventes scénarios et l'échange de données.

## Types de modèles de licence

### Sur site de vente en ligne
Les sites utilisant des logiciels de vente en ligne nécessitent habituellement un achat d'investissement initial en termes de frais de licence. En outre, il implique des coûts supplémentaires liés au matériel et aux services d'installation ainsi que la migration des données et la maintenance des frais qui sont généralement facturés sur une base annuelle pour les mises à jour de logiciels et de soutien.
Avantages
- Facilement personnalisable ;
- La sécurité des données ;
- Haute performance.

Inconvénients
- Grand investissement initial ;
- Auto-maintenance ;
- Connaissances techniques.

### Logiciel en tant que service (SaaS) de E-commerce
Les logiciels comme le service (SaaS) sont un nuage de livraison basé sur un modèle dans lequel les applications sont hébergées et gérées par un fournisseur de services de centre de données, payé sur une base d'abonnement et on peut y accéder via un navigateur via une connexion internet.
Avantages
- Solution abordable à faible coût ;
- Hébergé/mis à jour par le fournisseur de commerce en ligne ;
- Facilement extensible ;
- Haute disponibilité.

Inconvénients
- Manque d'intégration avec les systèmes back-end ;
- Contrôle limité sur le système.

### Entièrement Géré (FM) E-commerce
Entièrement Géré (FM) de l'E-commerce - est la prochaine étape de la Plate-forme en tant que service (PaaS). Comme base, PaaS se compose de logiciels de commerce en ligne et de matériel d'hébergement. En plus de cela, les solutions du FM à propos du commerce en ligne fournissent des services comme la prise de photo, la retouche d'image, la gestion de données , le soutien à la clientèle, de marketing et de conseil. FM E-Commerce est offert de brique-et-mortier de magasins comme une solution B2B pour les aider à commencer et à vendre en ligne rapidement et à faible coût. Le modèle de licence est généralement basé sur le volume des ventes.

### E-commerce Open source
E-Commerce Open source est gratuit pour une plate-forme qui n'implique pas nécessairement un coût de licence. En outre, avec Open source, les utilisateurs sont également responsables de l'installation, de la maintenance, de  la sécurisation et la configuration du logiciel sur leurs propres serveurs. Afin de mettre en place une plate-forme Open source, la base de l'expertise technique est nécessaire dans les domaines de la conception et le développement web.Les logiciels qui sont distribués en open source sont généralement gratuits, et les utilisateurs peuvent y accéder et modifier le code source.
Avantages
- Liberté de système de facturation ;
- Large variété d'addons/plugins/extensions ;
- Plus de flexibilité avec un code source personnalisable ;

Inconvénients
- Plus de connaissances techniques requises ;
- Performance dépendant des coûts d'hébergement ;
- Aucune norme de l'intégration avec le système back-end.